# Clerius
Cleriu(s)?? o Clariu(s) en occitan i Clérieux és un municipi francès situat al departament de la Droma i a la regió d'Alvèrnia-Roine-Alps. L'any 2007 tenia 2.017 habitants.

## Demografia

### Població
El 2007 la població de fet de Clérieux era de 2.017 persones. Hi havia 725 famílies de les quals 173 eren unipersonals (72 homes vivint sols i 101 dones vivint soles), 216 parelles sense fills, 272 parelles amb fills i 64 famílies monoparentals amb fills.
La població ha evolucionat segons el següent gràfic:
Habitants censats

### Habitatges
El 2007 hi havia 815 habitatges, 765 eren l'habitatge principal de la família, 28 eren segones residències i 22 eren desocupats. 723 eren cases i 88 eren apartaments. Dels 765 habitatges principals, 596 eren ocupats pels seus propietaris, 156 eren llogats i ocupats pels llogaters i 13 eren cedits a títol gratuït; 23 tenien dues cambres, 105 en tenien tres, 302 en tenien quatre i 335 en tenien cinc o més. 622 habitatges disposaven pel cap baix d'una plaça de pàrquing. A 334 habitatges hi havia un automòbil i a 379 n'hi havia dos o més.

### Piràmide de població
La piràmide de població per edats i sexe el 2009 era:
| Homes | Edats   | Dones |
| ----- | ------- | ----- |
| 0     | 95 o +  | 4     |
| 4     | 90 a 94 | 4     |
| 4     | 85 a 89 | 24    |
| 28    | 80 a 84 | 4     |
| 28    | 75 a 79 | 48    |
| 20    | 70 a 74 | 44    |
| 40    | 65 a 69 | 52    |
| 24    | 60 a 64 | 44    |
| 48    | 55 a 59 | 28    |
| 48    | 50 a 54 | 56    |
| 80    | 45 a 49 | 52    |
| 76    | 40 a 44 | 68    |
| 68    | 35 a 39 | 84    |
| 76    | 30 a 34 | 60    |
| 48    | 25 a 29 | 52    |
| 20    | 20 a 24 | 36    |
| 48    | 15 a 19 | 60    |
| 64    | 10 a 14 | 64    |
| 72    | 5 a 9   | 88    |
| 72    | 0 a 4   | 72    |

## Economia
El 2007 la població en edat de treballar era de 1.273 persones, 913 eren actives i 360 eren inactives. De les 913 persones actives 814 estaven ocupades (429 homes i 385 dones) i 99 estaven aturades (37 homes i 62 dones). De les 360 persones inactives 132 estaven jubilades, 118 estaven estudiant i 110 estaven classificades com a «altres inactius».

### Ingressos
El 2009 a Clérieux hi havia 756 unitats fiscals que integraven 1.970,5 persones, la mediana anual d'ingressos fiscals per persona era de 16.876 €.

### Activitats econòmiques
Dels 82 establiments que hi havia el 2007, 4 eren d'empreses alimentàries, 1 d'una empresa de fabricació de material elèctric, 6 d'empreses de fabricació d'altres productes industrials, 18 d'empreses de construcció, 23 d'empreses de comerç i reparació d'automòbils, 2 d'empreses de transport, 4 d'empreses d'hostatgeria i restauració, 1 d'una empresa financera, 2 d'empreses immobiliàries, 5 d'empreses de serveis, 10 d'entitats de l'administració pública i 6 d'empreses classificades com a «altres activitats de serveis».
Dels 25 establiments de servei als particulars que hi havia el 2009, 1 era una oficina de correu, 2 tallers de reparació d'automòbils i de material agrícola, 5 paletes, 2 guixaires pintors, 1 fusteria, 3 lampisteries, 4 electricistes, 3 perruqueries, 1 agència de treball temporal, 2 restaurants i 1 saló de bellesa.
Dels 5 establiments comercials que hi havia el 2009, 1 era una botiga de menys de 120 m², 3 fleques i 1 una llibreria.
L'any 2000 a Clérieux hi havia 34 explotacions agrícoles que ocupaven un total de 690 hectàrees.

## Equipaments sanitaris i escolars
L'únic equipament sanitari que hi havia el 2009 era una farmàcia.
El 2009 hi havia 1 escola maternal i 2 escoles elementals.

## Poblacions més properes
El següent diagrama mostra les poblacions més properes.